# Sainte Famille avec les saints Jean et Marie Madeleine
La Sainte Famille avec les saints Jean et Marie Madeleine (en italien, Sacra Famiglia coi santi Giovannino e Maria Maddalena) est un tableau du peintre italien Palma le Vieux, conservé à la Galerie des Offices à Florence.

## Histoire et description
Le tableau intitulé Sacra Famiglia coi santi Giovannino e Maria Maddalena (soit en français Sainte Famille avec les saints Jean et Marie Madeleine) est resté à Bruxelles, dans les collections de l'archiduc Léopold Guillaume d'Autriche de 1653 à 1662, date à laquelle il a été transféré aux « Galeries impériales » de Vienne (aujourd'hui le Kunsthistorisches Museum). Il passa aux Offices en 1792-1793, dans le cadre d'un échange d'œuvres d'art.

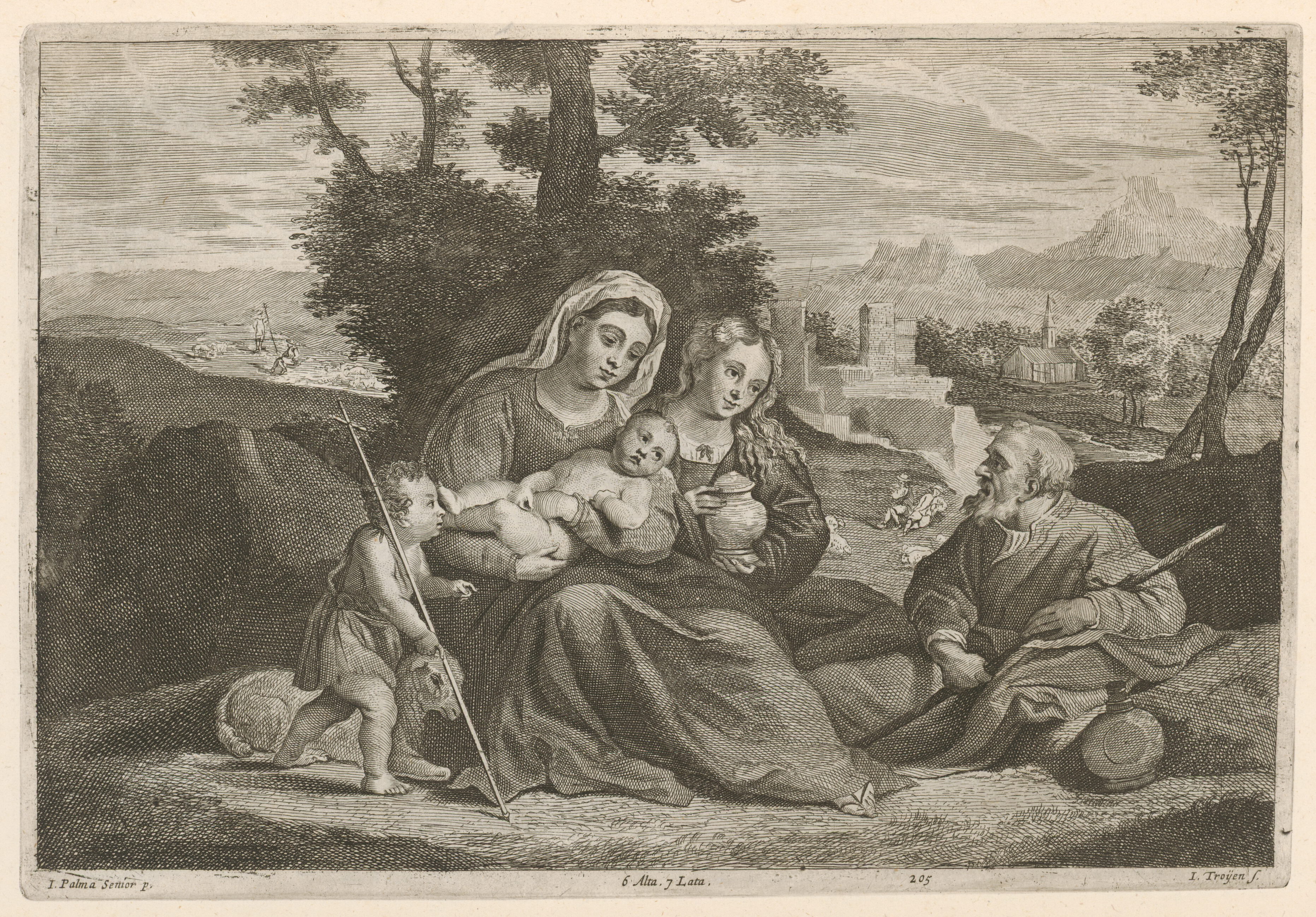
Jan van Troyen - Sainte Famille avec les saints Jean en bas-âge et Marie Madeleine - Palma le Vieux.

De 1940 à 1942, il resta dans le refuge de la villa médicéenne de Poggio a Caiano, avec d'autres tableaux des Offices cachés pendant la guerre, puis transféré dans d'autres refuges jusqu'en 1944, considérés comme plus sûrs protégés des bombardements. Les Allemands s'en emparèrent et, avec d'autres œuvres d'art des Offices, l'emmenèrent à Castel Giovo (San Leonardo in Passiria), dans la province de Bolzano, afin de transférer toutes les œuvres d'art volées aux Offices en Allemagne. Il revient à Florence en 1945 et est d'abord affecté au Palais Pitti (Museo degli Argenti), puis, en 1951, aux Offices.
La toile est exposée dans un précieux encadrement baroque en bois sculpté, doré et peint, avec des décorations de feuilles de laurier. Une gravure a été réalisée à partir de cette œuvre par Jan van Troyen, publiée dans le Theatrum Pictorium, édité à Anvers en 1660 par le peintre David Teniers le Jeune. Il s'agissait d'un recueil de 243 gravures, de divers auteurs, tirées de tableaux appartenant à l'archiduc Léopold Guillaume d'Autriche. D'après cette gravure, nous savons que le tableau était plus haut et plus large que celui d'aujourd'hui.
Une autre gravure a été réalisée par Giovanni Paolo Lasinio, publiée en 1828.
L'hypothèse de l'historien de l'art Bernard Berenson selon laquelle il s'agirait d'une œuvre réalisée avec la participation d'élèves de l'atelier de Palma le Vieux semble plausible.